# Hóágyú

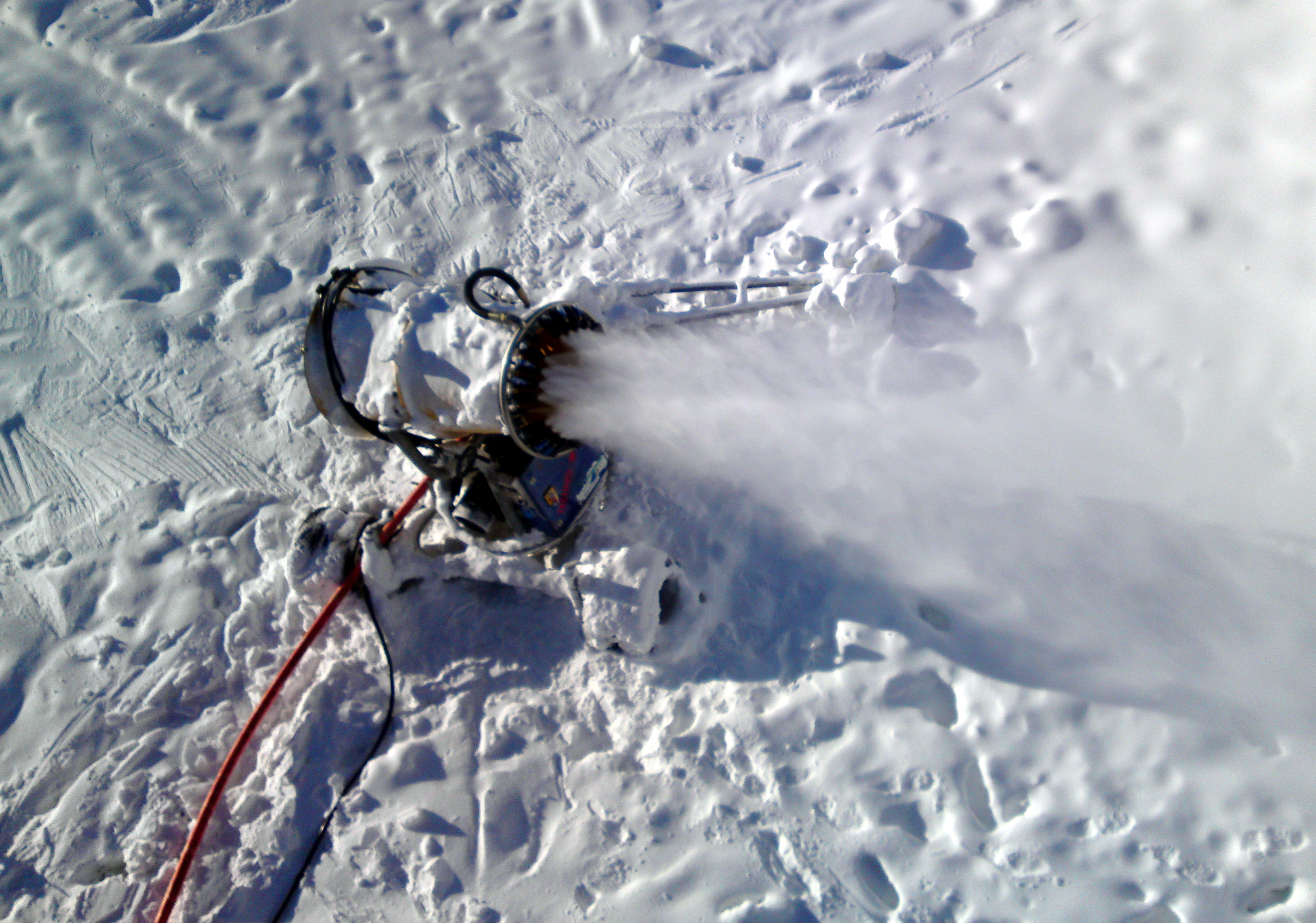
Hóágyú a sífelvonóból fényképezve

A hóágyú egy olyan berendezés, amely víz, sűrített levegő és elektromos áram segítségével képes havat előállítani és azt több méteres távolságra kijuttatva szétteríteni a sípályán.

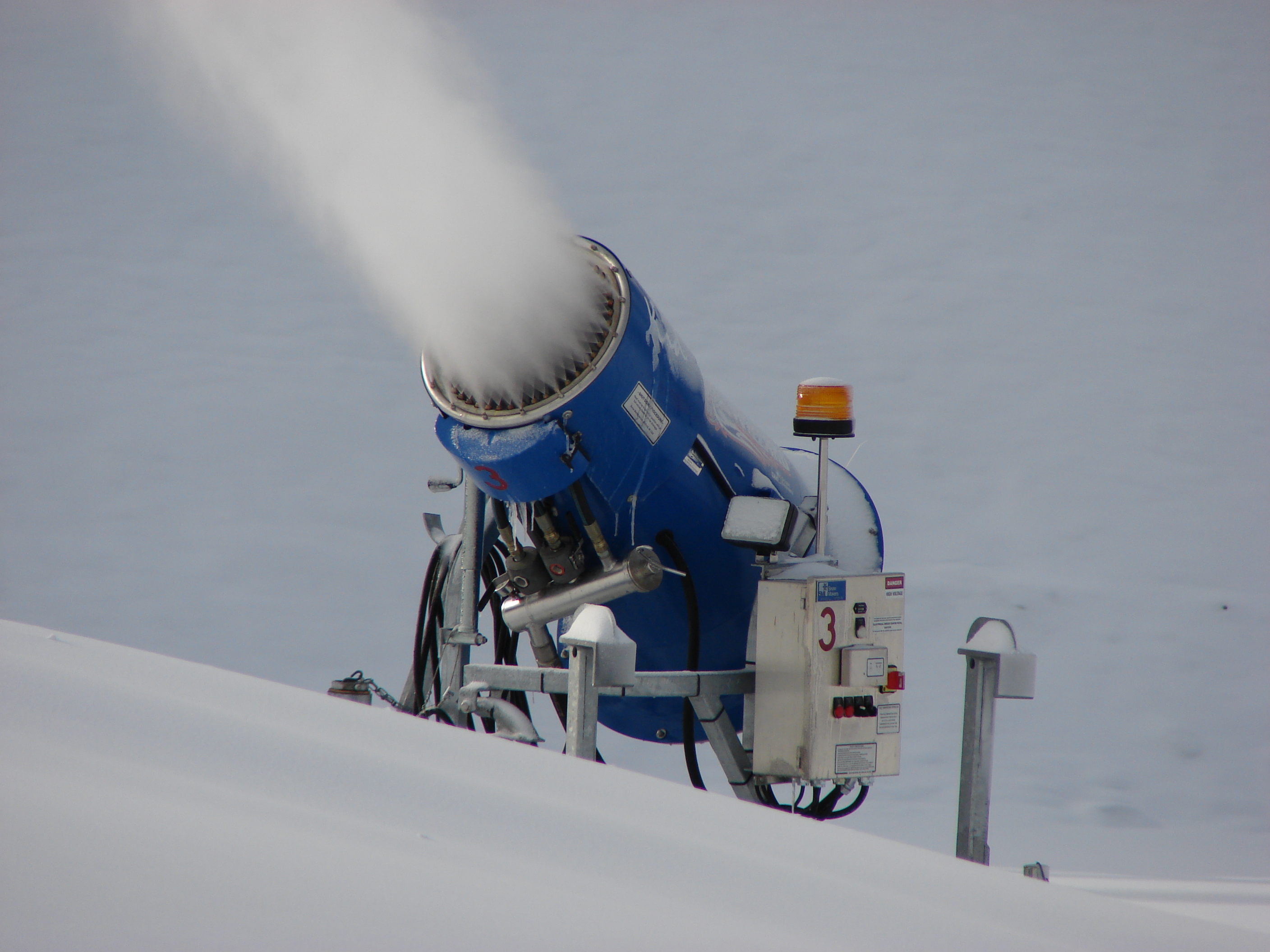
Ventilátoros hóágyú működés közben

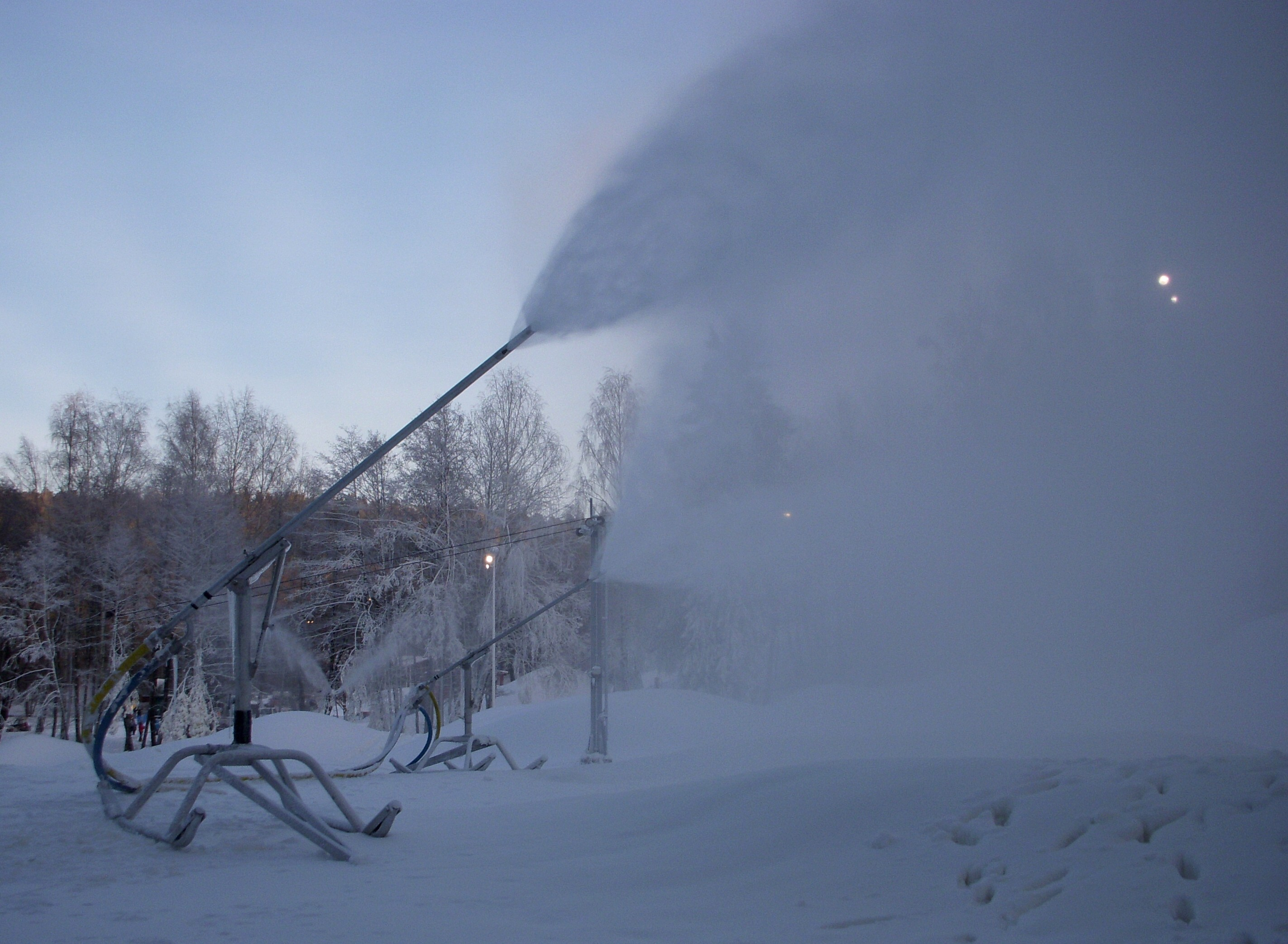
Lándzsás hóágyú működés közben

## Története
A hóágyút Art Hunt, Dave Richey és Wayne Pierce találta fel 1950-ben. A kereskedelmi gyártás beindítására 1970-ig kellett várni. A technológia azóta tökéletesedett és már számítógépek felügyelik a hóágyú működését. Az első hóágyúkat 1970-ben Ausztriában üzemelték be, majd 1976-ban Svájcban is szolgálatba álltak. Németországba 1987-ben jutott el a technológia. Magyarországra a 90-es évek végén érkeztek meg az első hóágyúk melyek a Kékestetőn készítettek először műhavat. Évekkel később Kékestetőt követte Visegrád, Eplény, Szilvásvárad, Mátraszentistván.

## Működése
Kétféle hóágyú létezik: az egyik a lándzsás hóágyú, ezek fix telepítésűek, ezért csöveken keresztül érkezik a víz és a nagy nyomású sűrített levegő. Működésének lényege, hogy nagy nyomású levegőt vezetnek a vízsugárba, így az szétporlad, és ezeket a szétporlasztott vízcseppeket a hirtelen kitáguló nagynyomású levegő azonnal megfagyasztja; ezt a folyamatot a fizikában adiabatikus folyamatnak nevezik. Ezek a hóágyúk általában egy magas oszlopra vannak telepítve, így mire a talajra érne a parányi jégszemcse a levegőből, addigra ráfagy egy kevés víz, így hópelyhek keletkeznek.
A hóágyúk másik típusa a ventilátoros hóágyú, melyek mobilizáltak, így szállíthatóak és működésükhöz saját kompresszor segítségével állítják elő a sűrített levegőt. Működési elve a lándzsás hóágyúéval megegyezik, csupán annyi a különbség, hogy ezek beépített ventilátoruk segítségével magasra és messzire lövellik a porlasztott vizet, így kellő mennyiségű víz fagy a jégszemcsékre a hópelyhek kialakulásához.

## Környezeti ártalmak
A hóágyúk üzemeltetésével kapcsolatban felmerülnek bizonyos környezeti problémák. Félrevezető maga a „hóágyú” elnevezés, működési elvük a porlasztóhoz vagy a permetezőkészülékhez hasonló. Nem igaz, hogy működésük igen hangos, könnyen halláskárosodást okozhatnak. Hangjuk csöndesebb, mint a sok sípályán hallható zene, ráadásul általában éjszaka működnek, amikor nincsenek emberek a sípályákon. Valójában nem hógyártásról, hanem hópótlásról van szó, ami a hiányzó természetes havat pótolja - amikor arra szükség van. Ugyanakkor, a világ sípályáinak 60 százalékát ma már ágyúzzák (és a fennmaradók jó részén is szükség lenne rá, csak nincs rá pénzük a fenntartóknak). 20-30 cm mesterséges hó olyan alapot képez, ami a műjégpályához hasonlóan hűtő hatású és így megőrzi a ráhulló természetes havat. A hópermetezőket csak akkor kapcsolják be, ha hiányzik a hó, a pótlás befejeztével pedig kikapcsolják, tehát üzemidejük csak az alacsonyabb, melegebb területeken számottevő. A talaj növényzetének egyenesen szüksége van a hótakaróra a fagy és a szárazság ellen. A hópótlás természetre gyakorolt hatásának súlyossága jelenleg vitatott, kutatás tárgyát képezi.